# 광주광역시일가정양립지원본부
광주광역시일가정양립지원본부(Gwangju Work-Family Balance Assistance Center)는 광주광역시 내에 거주하는 여성의 잠재능력을 개발하고 경제활동 증진 및 일·가정 양립을 지원하기 위해 광주광역시청 산하에 설치된 사업소이다.
본부장은 지방서기관으로 보한다.

## 연혁
- 1989년 8월 29일: 광주직할시여성회관 설치
- 1992년 6월 23일: 광주직할시부녀회관으로 변경
- 1995년 1월 1일: 광주광역시부녀회관으로 변경
- 2000년 9월 26일: 광주광역시여성발전센터로 변경
- 2016년 1월 1일: 광주광역시일가정양립지원본부로 변경

## 조직
본부장
- 관리담당관
  - 총무팀
  - 일자리지원팀
  - 직장맘지원센터